# Phong Điền (huyện)
Phong Điền là một huyện cũ thuộc thành phố Cần Thơ, Việt Nam.

## Địa lý
Huyện Phong Điền nằm ở phía tây nam ngoại thành của thành phố Cần Thơ, nằm cách trung tâm thành phố khoảng 10 km, có vị trí địa lý: 
- Phía đông giáp các quận Bình Thủy, Cái Răng, Ninh Kiều
- Phía tây giáp huyện Thới Lai
- Phía nam giáp huyện Châu Thành A, tỉnh Hậu Giang
- Phía bắc giáp quận Ô Môn.

## Hành chính
Huyện Phong Điền có 7 đơn vị hành chính cấp xã trực thuộc, bao gồm thị trấn Phong Điền (huyện lỵ) và 6 xã: Giai Xuân, Mỹ Khánh, Nhơn Ái, Nhơn Nghĩa, Tân Thới, Trường Long.
| TT. Phong Điền X. Tân Thới X. Giai Xuân X. Mỹ Khánh X. Nhơn Nghĩa X. Nhơn Ái X. Trường Long Quận Bình Thủy Quận Ninh Kiều Quận Cái Răng Tỉnh Hậu Giang Huyện Thới Lai Quận Ô Môn Bản đồ hành chính huyện Phong Điền, thành phố Cần Thơ |

## Lịch sử
Nguồn gốc địa danh: Phong Điền có nghĩa là vùng đất trù phú, địa danh này còn là nguyên quán của hai dòng họ Lê và Trần đến đây khai khẩn, huyện Phong Điền, tỉnh Thừa Thiên. Hai dòng họ này đã đến đây lập nghiệp vào thời nhà Nguyễn, trước khi thực dân Pháp xâm chiếm nước ta. Theo Địa phương chí tỉnh Cần Thơ do chính quyền thực dân Pháp phát hành vào năm 1904, Phong Điền lúc này đã là tên một ngôi chợ thuộc làng Nhơn Ái, tổng Định Bảo.
Ngày 22 tháng 10 năm 1956, Tổng thống Việt Nam Cộng hòa ban hành Sắc lệnh số 143-NV về việc thành lập tỉnh Phong Dinh trên cơ sở đổi tên tỉnh Cần Thơ. Tỉnh lỵ là Cần Thơ.
Ngày 26 tháng 5 năm 1966, Chủ tịch Ủy ban Hành pháp Trung ương Việt Nam Cộng hòa ban hành Nghị định số 896-NĐ/NV về việc thành quận Phong Điền thuộc tỉnh Phong Dinh trên cơ sở xã Cầu Nhiếm (bao gồm một phần đất phía tây xã Trường Thành và một phần đất phía bắc xã Tân Thới) thuộc quận Phong Phú; 3 xã: Nhơn Ái, Nhơn Nghĩa, Mỹ Khánh thuộc quận Châu Thành và xã Trường Long thuộc quận Thuận Nhơn.
Quận Phong Điền có 5 xã: Cầu Nhiếm, Nhơn Ái, Nhơn Nghĩa, Mỹ Khánh, Trường Long. Quận lỵ đặt tại chợ Phong Điền. Trong đó, xã Cầu Nhiếm được thành lập do tách một phần đất của các xã Tân Thới và Trường Thành cùng thuộc quận Phong Phú.
Tuy nhiên, về phía chính quyền Cách mạng địa bàn quận Phong Điền vẫn do huyện Châu Thành thuộc tỉnh Cần Thơ quản lý. Có thời gian địa bàn này còn được gọi là huyện Châu Thành Vòng Cung, do tách ra từ huyện Châu Thành. Nơi đây là một trong những chiến trường ác liệt nhất ở tỉnh Cần Thơ trong thời kỳ đấu tranh chống lại quân đội Hoa Kỳ và Việt Nam Cộng hòa, trong đó có các di tích lịch sử nổi tiếng như: Chiến thắng Ông Hào, Chiến thắng Lộ Vòng Cung,...
Sau ngày 30 tháng 4 năm 1975, chính quyền quân quản Cộng hòa miền Nam Việt Nam của tỉnh Cần Thơ lúc bấy giờ đã giải thể quận Phong Điền, sáp nhập địa bàn vào huyện Châu Thành, tỉnh Cần Thơ. Khi đó, xã Cầu Nhiếm cũng bị giải thể, sáp nhập trở lại vào địa bàn các xã Tân Thới và Trường Thành của huyện Ô Môn như trước.
Ngày 20 tháng 9 năm 1975, Bộ Chính trị ban hành Nghị quyết số 245-NQ/TW về việc hợp nhất tỉnh Cần Thơ (ngoại trừ huyện Thốt Nốt), tỉnh Sóc Trăng, tỉnh Trà Vinh, tỉnh Vĩnh Long thành một tỉnh, tên gọi tỉnh mới cùng với nơi đặt tỉnh lỵ sẽ do địa phương đề nghị lên.
Ngày 20 tháng 12 năm 1975, Bộ Chính trị ban hành Nghị quyết số 19/NQ về việc hợp nhất tỉnh Cần Thơ (bao gồm cả huyện Thốt Nốt của tỉnh Long Xuyên), tỉnh Sóc Trăng thành một tỉnh mới, tên gọi tỉnh mới cùng với nơi đặt tỉnh lỵ sẽ do địa phương đề nghị lên.
Ngày 24 tháng 2 năm 1976, Chính phủ Cách mạng lâm thời Cộng hòa miền Nam Việt Nam ban hành Nghị định số 3/NQ/1976 về việc hợp nhất tỉnh Cần Thơ, tỉnh Sóc Trăng và thành phố Cần Thơ thành một tỉnh mới, lấy tên là tỉnh Hậu Giang.
Ngày 21 tháng 4 năm 1979, Hội đồng Chính phủ ban hành Quyết định số 174-CP về việc sáp nhập xã Mỹ Khánh, xã Giai Xuân và ấp Thới Thuận, ấp Thới Hòa, ấp Thới Ngươn của xã Thới An Đông thuộc huyện Châu Thành vào thành phố Cần Thơ.
Ngày 26 tháng 12 năm 1991, Quốc hội ban hành Nghị quyết về việc chia tỉnh Hậu Giang thành tỉnh Cần Thơ và tỉnh Sóc Trăng.
Ngày 6 tháng 11 năm 2000, Chính phủ ban hành Nghị định số 64/2000/NĐ-CP về việc tái lập huyện Châu Thành A thuộc tỉnh Cần Thơ trên cơ sở một phần của huyện Châu Thành.
Ngày 26 tháng 11 năm 2003, Quốc hội ban hành Nghị quyết số 22/2003/QH11 về việc chia tỉnh Cần Thơ thành thành phố Cần Thơ trực thuộc trung ương và tỉnh Hậu Giang.
Ngày 2 tháng 1 năm 2004, Chính phủ ban hành Nghị định số 05/2004/NĐ-CP về việc thành lập huyện Phong Điền thuộc thành phố Cần Thơ trên cơ sở toàn bộ diện tích tự nhiên, dân số của các xã Mỹ Khánh, Giai Xuân thuộc thành phố Cần Thơ cũ; xã Tân Thới thuộc huyện Ô Môn và các xã Nhơn Ái, Nhơn Nghĩa, Trường Long thuộc huyện Châu Thành A.
Huyện Phong Điền có 119,48 km² diện tích tự nhiên và 100.710 nhân khẩu; có 6 đơn vị hành chính cấp xã trực thuộc, bao gồm 6 xã: Giai Xuân, Mỹ Khánh, Nhơn Ái (huyện lỵ), Nhơn Nghĩa, Tân Thới, Trường Long.
Ngày 16 tháng 1 năm 2007, Chính phủ ban hành Nghị định số 11/2007/NĐ-CP về việc thành lập thị trấn Phong Điền – thị trấn huyện lỵ huyện Phong Điền trên cơ sở điều chỉnh 753,82 ha diện tích tự nhiên và 11.852 nhân khẩu của xã Nhơn Ái.
Huyện Phong Điền có 11.948,24 ha diện tích tự nhiên và 102.699 nhân khẩu; có 7 đơn vị hành chính trực thuộc, bao gồm thị trấn Phong Điền và 6 xã: Nhơn Ái, Nhơn Nghĩa, Tân Thới, Giai Xuân, Mỹ Khánh, Trường Long.
Ngày 12 tháng 6 năm 2025, Quốc hội ban hành Nghị quyết số 202/2025/QH15 về việc sắp xếp đơn vị hành chính cấp tỉnh (nghị quyết có hiệu lực từ ngày 12 tháng 6 năm 2025). Theo đó, sáp nhập tỉnh Hậu Giang và tỉnh Sóc Trăng vào thành phố Cần Thơ.
Ngày 16 tháng 6 năm 2025, Quốc hội ban hành Nghị quyết số 203/2025/QH15 về việc Sửa đổi, bổ sung một số điều của Hiến pháp nước Cộng hòa xã hội chủ nghĩa Việt Nam. Theo đó, kết thúc hoạt động của đơn vị hành chính cấp huyện trong cả nước từ ngày 1 tháng 7 năm 2025.

## Kinh tế
Năm 2019, tổng giá trị sản xuất nông nghiệp trên địa bàn huyện ước thực hiện 1.087 tỉ đồng, đạt 100,93% kế hoạch. Đến nay, diện tích xuống giống lúa 3 vụ được 5.970ha, đạt 94,5% kế hoạch. Diện tích xuống giống rau là 3.190,5 ha, đạt 106,35% kế hoạch; sản lượng thu hoạch đạt 137,9% kế hoạch. Trên địa bàn huyện, có 7.588,18 ha diện tích cây ăn trái, tăng 5,4% so cùng kỳ; tổng sản lượng thu hoạch đạt 100,1% kế hoạch, tăng 11,9% so cùng kỳ. Trong năm, nông dân đã tiến hành cải tạo 348,68 ha vườn và đất trồng lúa kém hiệu quả chuyển sang vườn cây ăn trái có giá trị kinh tế cao. Diện tích nuôi trồng thủy sản là 680 ha, đạt 100% kế hoạch với sản lượng khai thác được 850 tấn. Tổng mức bán lẻ hàng hóa, dịch vụ đến nay được 2.907 tỉ đồng, đạt 106,48% kế hoạch. Hiện Phong Điền có 24 doanh nghiệp hoạt động lĩnh vực công nghiệp, 765 cơ sở công nghiệp với khoảng 2.558 lao động thường xuyên. Giá trị sản xuất công nghiệp, tiểu thủ công nghiệp năm 2019 là 768 tỉ đồng, đạt 105,64% kế hoạch.
Huyện Phong Điền vốn nổi tiếng và được biết đến từ xưa đến nay qua tên gọi của một trong những chợ nổi của vùng đất Cần Thơ: Chợ nổi Phong Điền. Ngoài ra, Phong Điền còn có di tích lịch sử nổi tiếng Chiến thắng Lộ Vòng Cung. Hiện nay, thành phố Cần Thơ đã và đang lập đề án phát triển Phong Điền trở thành một đô thị sinh thái.
Hiện nay, trên địa bàn huyện có cụm công nghiệp Phong Điền.

## Xã hội

### Giáo dục
Một số trường cao đẳng đóng trên địa bàn huyện Phong Điền như:
- Trường Cao đẳng Y tế Cần Thơ (cơ sở 3) tại đường Nguyễn Văn Cừ nối dài, xã Mỹ Khánh.
- Trường Cao Đẳng Kinh tế – Kỹ thuật (cơ sở 2) tại xã Mỹ Khánh.

### Y tế
Về y tế hiện nay huyện Phong Điền có Bệnh viện Đa khoa huyện và trung tâm Y tế huyện.

### Công sở
Một số cơ quan thuộc Chính phủ và thành phố trên địa bàn huyện Phong Điền:
- Trung Tâm Quan Trắc Môi Trường Miền Nam: tại lô 19, đường Nguyễn Văn Cừ nối dài, xã Mỹ Khánh.
- Trung tâm huấn luyện bồi dưỡng Nghiệp vụ xông an thành phố Cần Thơ tại xã Mỹ Khánh.

## Dân số
Huyện Phong Điền có diện tích 119,48 km², dân số năm 2019 là 98.424 người, mật độ dân số đạt 824 người/km².
Huyện Phong Điền có diện tích 125,29 km², dân số năm 2022 là 132.483 người, mật độ dân số đạt 1.057 người/km².
Huyện Phong Điền có diện tích 125,58 km², dân số quy đổi tính đến ngày 31/12/2024 là 126.435 người, mật độ dân số đạt 1.006 người/km².

## Du lịch
Các địa điểm tham quan nổi tiếng của huyện như: Khu du lịch sinh thái Mỹ Khánh, Chợ nổi Phong Điền, Thiền viện trúc lâm Phương Nam.
Trong năm 2019 lĩnh vực du lịch của huyện đạt kết quả ấn tượng, trong năm các điểm du lịch thu hút hơn 1,8 triệu lượt khách, tăng 40% so cùng kỳ (khách quốc tế tăng 33% so cùng kỳ) với tổng doanh thu 398,68 tỉ đồng, tăng 31% so cùng kỳ.

## Giao thông

### Hạ tầng đô thị
- Khu đô thị sinh thái thông minh thành phố 570ha.
- Khu tái định cư số 6 quy mô 5,9 ha.
- Khu tái định cư số 7 quy mô 10 ha.
- Khu tái định cư số 11 (Cái Răng – Phong Điền) quy mô 296 ha, xã Nhơn Nghĩa.
- Khu tái định cư Mỹ Khánh giai đoạn 1 đã hình thành.
- Khu tái định cư Phong Điền tại xã Mỹ Khánh, đã hình thành.
- Khu tái định cư khu D (lộ Vòng Cung), bổ sung danh mục đầu tư.

### Hạ tầng giao thông
- Quốc lộ 61C quy mô 4 làn xe và xây dựng đường gom 2 bên, lộ giới 80m.
- Trục hẻm 91 (Quận Bình Thủy – Phong Điền) quy mô lộ giới 42m.
- Đường tỉnh 917C giao với Đường tỉnh 920 phường Phước Thới với Đường tỉnh 923 thị trấn Phong Điền quy mô lộ giới 80m.
- Đường tỉnh 918 giao với Quốc lộ 91, phường Bình Thủy, quận Bình Thuỷ và điểm cuối giao với Đường tỉnh 918B, xã Giai Xuân, quy mô lộ giới 42m.
- Đường tỉnh 918B: Điểm đầu giao với Võ Văn Kiệt phường Long Hoà và điểm cuối giáp ranh tỉnh Hậu Giang, xã Trường Long, quy mô lộ giới 2 – 4 làn xe.
- Đường tỉnh 923 nối Quốc lộ 91: Phước Thới, Ô Môn với Phong Điền, quy mô lộ giới 2 – 4 làn xe.
- Đường tỉnh 926: Điểm đầu thị trấn Phong Điền, điểm cuối xã Nhơn Nghĩa, quy mô lộ giới 2 – 4 làn xe.
- Đường tỉnh 932: Điểm đầu xã Nhơn Ái, điểm cuối xã Nhơn Nghĩa, quy mô lộ giới 2 – 4 làn xe.
- Đường nối Quốc lộ 80 với Quốc lộ 61C (Đường vành đai 2): Điểm đầu giao Quốc lộ 80, xã Thạnh Mỹ, huyện Vĩnh Thạnh và điểm cuối giao với Quốc lộ 61C, xã Nhơn Nghĩa, quy mô lộ giới 4 – 6 làn xe.
- Đường Nguyễn Văn Cừ nối dài (Mỹ Khánh, Phong Điền, Tân Thới) quy mô lộ giới 34m.
- Đường vành đai phía Tây chiều dài 19,2 km, quy mô lộ giới 6 làn xe.

### Đường phố
| - Tây Đô - Điêu Huyền - Phan Văn Trị | - Lộ Vòng Cung - Trần Bá Liểng - Nguyễn Văn Cừ | - Trương Duy Toản - Chiêm Thành Tấn - Nguyễn Thái Bình |

## Hình ảnh

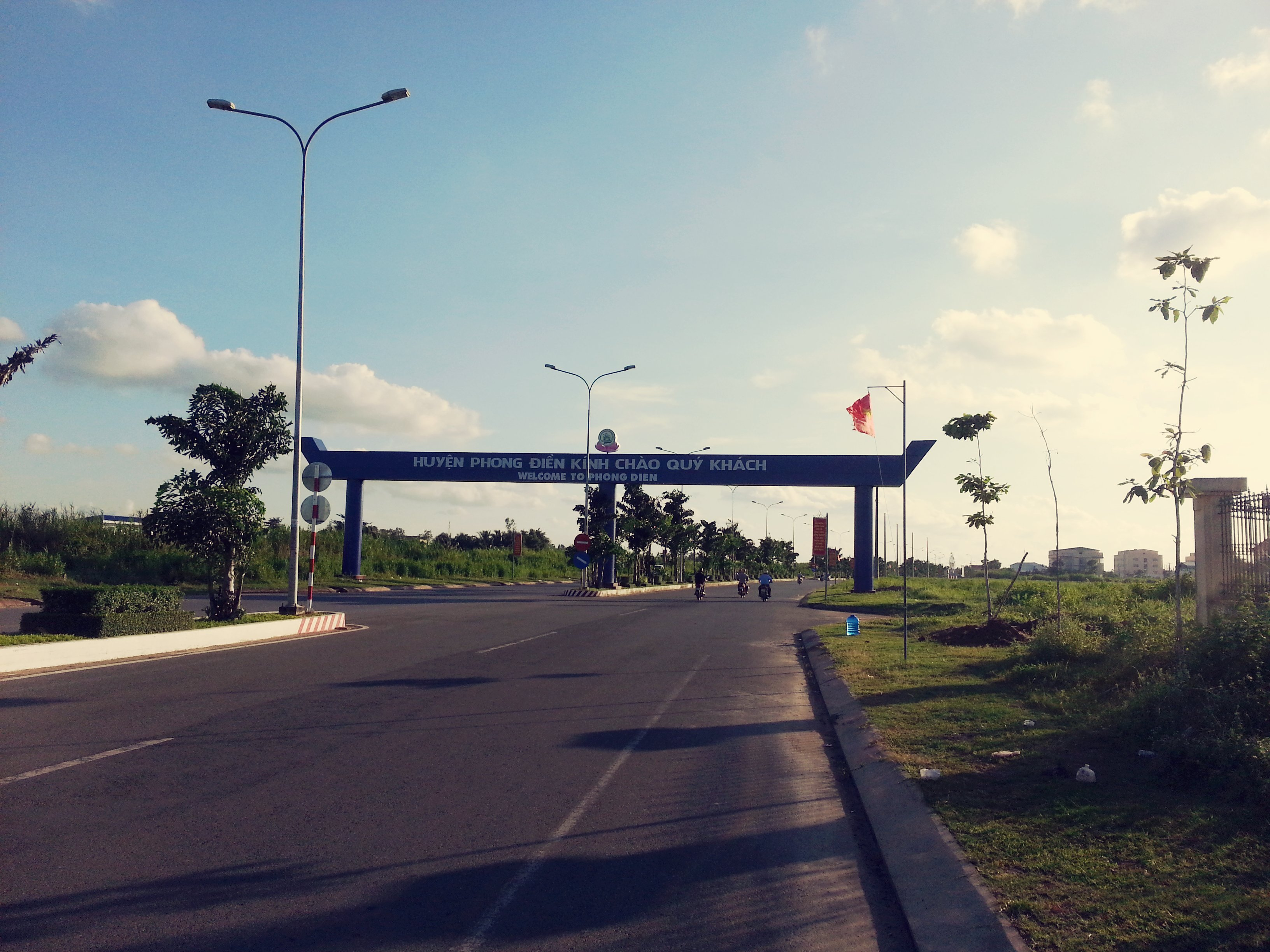
Cổng chào Phong Điền
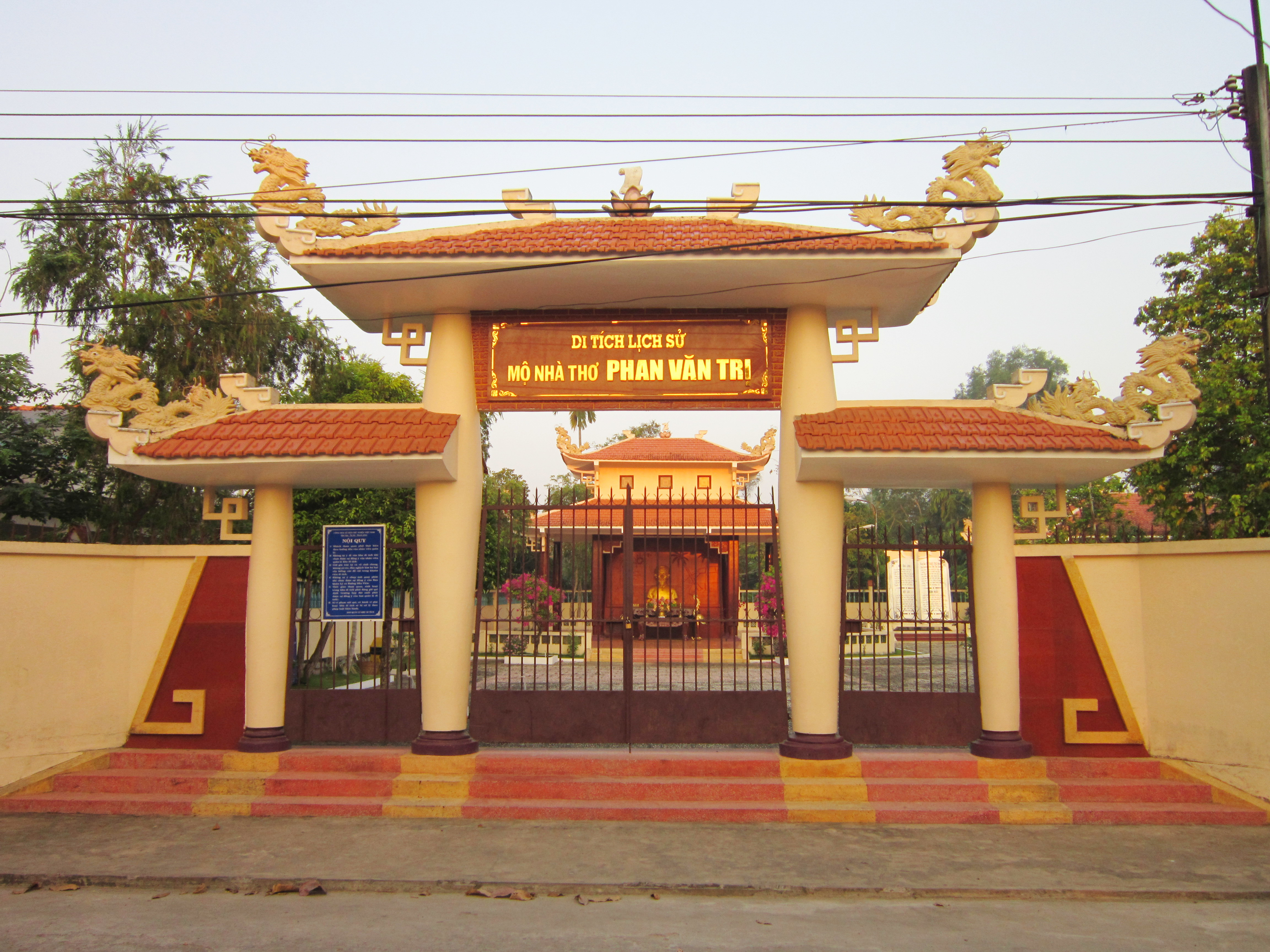
Khu đền thờ và mộ Phan Văn Trị ở thị trấn Phong Điền
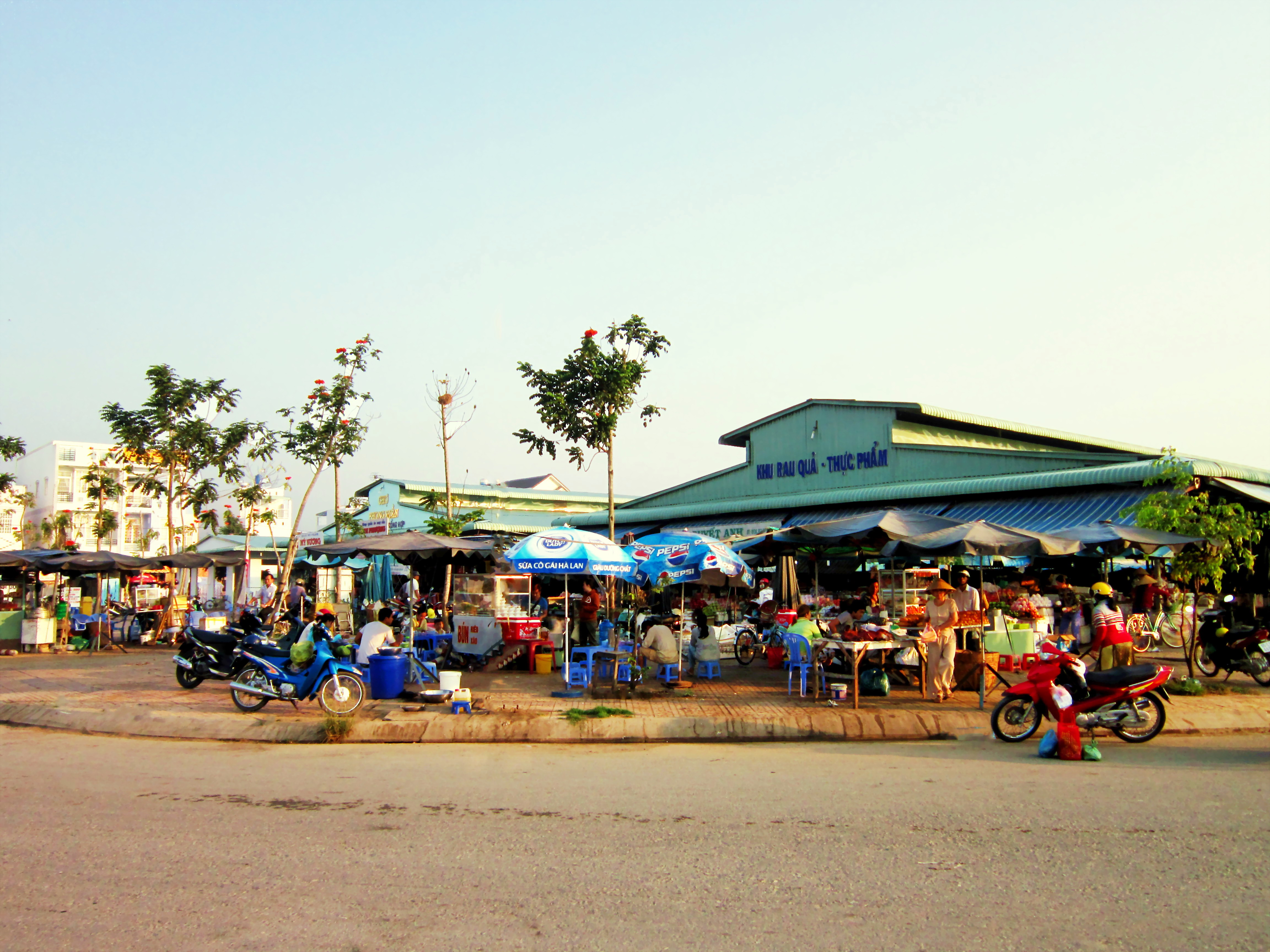
Khu chợ mới ở thị trấn Phong Điền
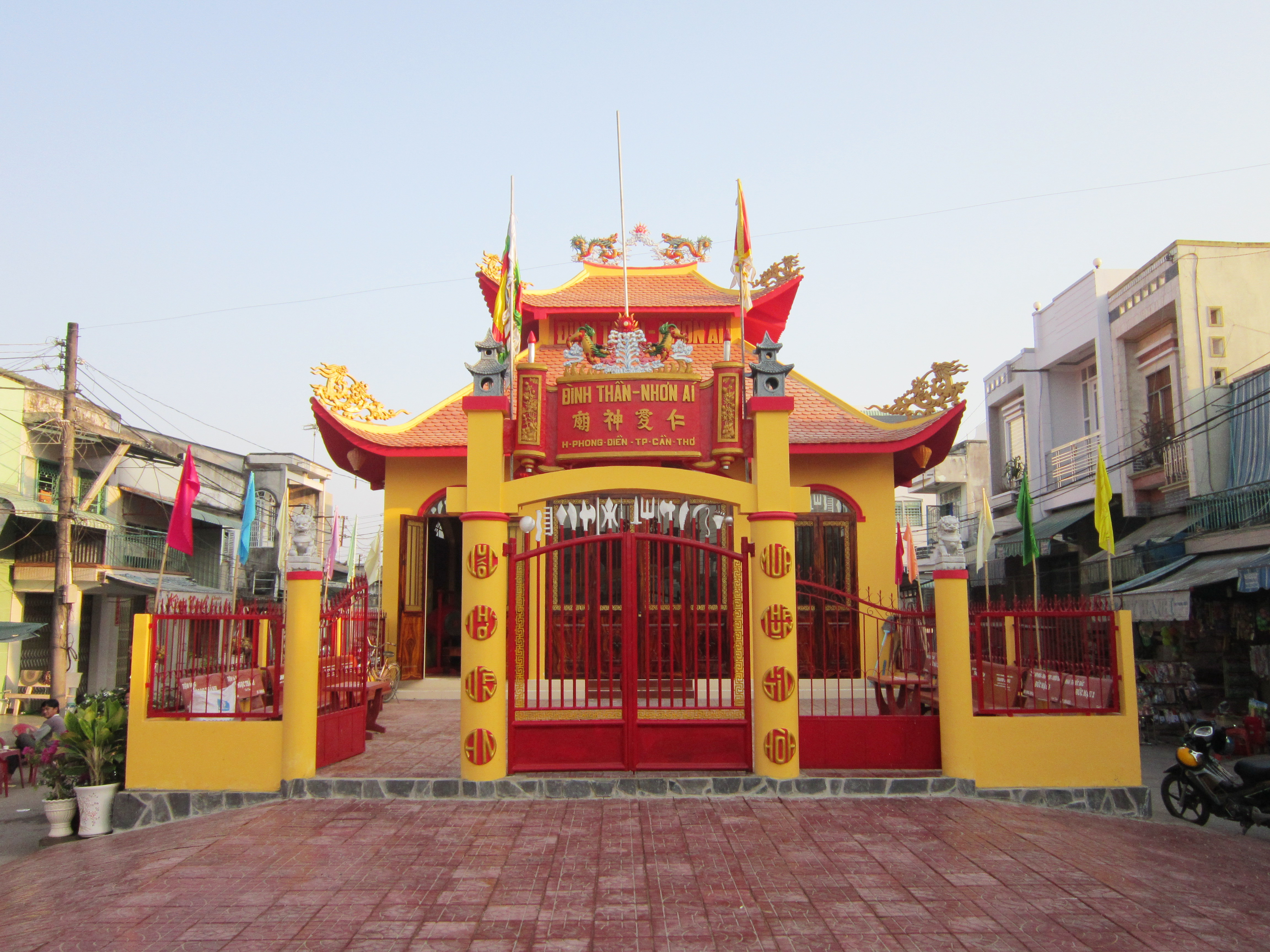
Đình thần Nhơn Ái tại khu chợ cũ của thị trấn Phong Điền
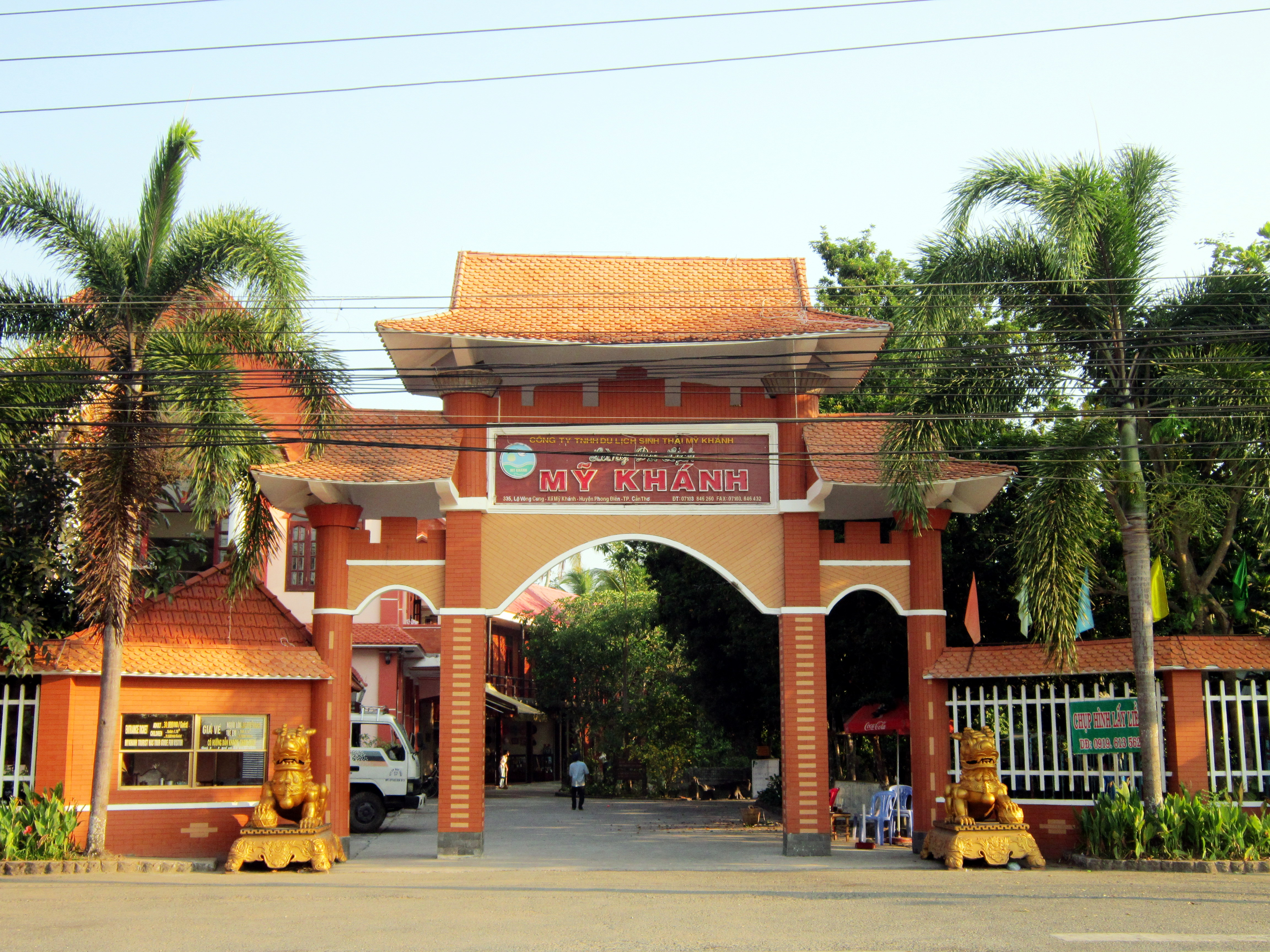
Khu du lịch Mỹ Khánh ở xã Mỹ Khánh, huyện Phong Điền
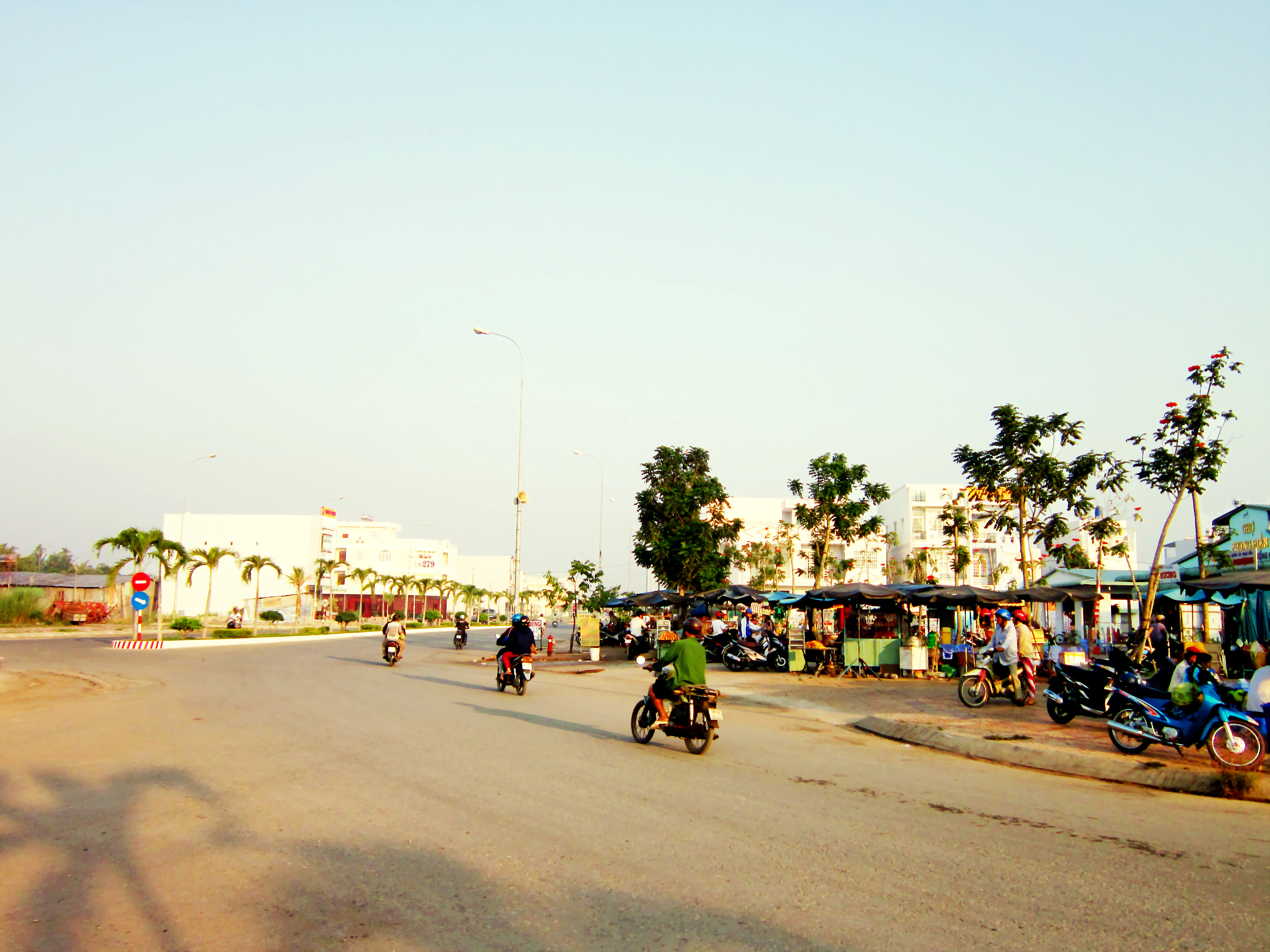
Khu chợ mới ở Phong Điền